# Neomitranthes glomerata
Neomitranthes glomerata är en myrtenväxtart som först beskrevs av Carlos Maria Diego Enrique Legrand, och fick sitt nu gällande namn av Rafaël Herman Anna Govaerts. Neomitranthes glomerata ingår i släktet Neomitranthes och familjen myrtenväxter. Inga underarter finns listade i Catalogue of Life.